# Sven Riemann
Sven Riemann (ur. 18 kwietnia 1967 w Berlinie) – niemiecki aktor teatralny i telewizyjny.
Jego ojciec, Werner Riemann był aktorem, asystentem reżysera i członkiem Berliner Ensemble. Po ukończeniu nauki w Meklemburgii odbył obowiązkową służbę wojskową na okres 18 miesięcy. W 1990 roku w Rostocku rozpoczął studia dramatyczne w Wyższej Szkole Muzyki i Teatru (Hochschule für Musik und Theater), które ukończył w 1994.
W latach 1991–94 występował w teatrze miejskim (Volkstheater in Rostock) w musicalu West Side Story. W 1993 roku wystąpił w spektaklu Goethego Obywatel Generał (Der Bürgergeneral).
Zagrał m.in. w takich serialach jak Rosamunde Pilcher (1993), Od przypadku do przypadku (Stubbe - Von Fall zu Fall, 1995), Miejsce wilka (Wolffs Revier, 1995, 1996), Kobra – oddział specjalny (Alarm für Cobra 11 - Die Autobahnpolizei, 1997), Tatort (1998), Ulice Berlina (Straßen von Berlin), Hallo, doktorze wujku (Hallo, Onkel Doc!), Telefon 110 (Polizeiruf 110, 2004), SOKO Leipzig (2005), Praktyki Bülowbogen (Praxis Bülowbogen).
W 2003 roku występował w przedstawieniu Edwarda Albee Zoologiczna opowieść (Die Zoogeschichte), a także w komedii Heinricha von Kleista Rozbity dzban (Der zerbrochene Krug) jako światły pisarz oraz spektaklu von Kleista Wszyscy (Jedermann) jako śmierć i diabeł.
Z żoną Cathrin Sven związany był 12 lat, zanim w 2000 roku wzięli ślub na Jawort w kaplicy w Las Vegas. Para ma dwoje dzieci – Hannesa Jo i Johannę.